# Blackmar-Diemergambiet
Het Blackmar-Diemergambiet is in de opening van een schaakpartij een variant in de gesloten spelen. Het gambiet valt onder ECO-code D00, en de beginzetten zijn:

1.d4 d5
2.e4 dxe4
3.Pc3 Pf6
4.f3
De Amerikaanse meester Armand Edward Blackmar (1826–1888) bedacht het pionoffer met de zetten
1.d4 d5
2.e4 dxe4
3.f3
en publiceerde daar in 1882 een analyse van. Dit pionoffer staat tegenwoordig bekend als het Gedultgambiet, naar David Gedult (1897–1981), een korporaal in dienst van het Vreemdelingenlegioen, die ook veelvuldig het Blackmar-Diemergambiet speelde. Omdat de zwartspeler de mogelijkheid heeft een sterk tegengambiet te spelen met 3. ...e5 heeft de Duitse meester Emil Joseph Diemer (1908–1990) later de zetten 3.Pc3 Pf6 ingelast. De Nederlandse grootmeester Max Euwe introduceerde de term "Blackmar-Diemergambiet", in een publicatie in Schach-Archiv, 1951. Het gambiet staat bekend als gevaarlijk voor zwart, maar bij correct tegenspel heeft wit onvoldoende compensatie voor zijn geofferde pion. Het Blackmar-Diemergambiet wordt daarom op grootmeesterniveau weinig gespeeld, maar in snelschaakpartijen op alle niveaus is het gambiet nog steeds populair vanwege de gecompliceerde varianten die het biedt. Een bekende valstrik in het Blackmar-Diemergambiet is de Halosar-val.

## Subvarianten
Het Blackmar-Diemergambiet kent een aantal subvarianten, waaronder de volgende:
| Lemberg-tegengambiet | 1.d4 d5 2.e4 dxe4 3.Pc3 e5                       |
| Fritzaanval          | 1.d4 d5 2.e4 dxe4 3.Lc4                          |
| Von Popielgambiet    | 1.d4 d5 2.e4 dxe4 3.Pc3 Pf6 4.Lg5                |
| Bogoljubovvariant    | 1.d4 d5 2.e4 dxe4 3.Pc3 Pf6 4.f3 exf3 5.Pxf3 g6  |
| Euwevariant          | 1.d4 d5 2.e4 dxe4 3.Pc3 Pf6 4.f3 exf3 5.Pxf3 e6  |
| Tartakowervariant    | 1.d4 d5 2.e4 dxe4 3.Pc3 Pf6 4.f3 exf3 5.Pxf3 Lf5 |
| Teichmannvariant     | 1.d4 d5 2.e4 dxe4 3.Pc3 Pf6 4.f3 exf3 5.Pxf3 Lg4 |

## Scandinavische opening
Ook in de scandinavische opening kan wit kiezen voor het Blackmar-Diemergambiet (zetverwisseling):

1. e4 d5 2.d4 dxe4 3. Pc3 Pf6 4. f3